# Liga dos Comunistas da Macedônia
A Liga dos Comunistas da Macedônia (em macedônio/macedónio: Сојуз на комунистите на Македонија (СКМ); Sojuz na komunistite na Makedonija, SKM) foi o ramo macedônio da Liga dos Comunistas da Iugoslávia durante o período de 1943–1990. Foi formado com base no Comitê Regional dos Comunistas da Macedônia sob o nome de Partido Comunista da Macedônia (Комунистичка партија на Македонија (КПМ); Komunistička partija na Makedonija, KPM) durante a Guerra de Libertação Nacional da Macedônia na Segunda Guerra Mundial. Manteve esse nome até abril de 1952.
A Liga dos Comunistas da Macedônia foi o partido político governante na República Socialista da Macedônia. Após a introdução do pluralismo político em 1990, o partido renomeou-se para Liga dos Comunistas da Macedônia – Partido para a Mudança Democrática (em macedônio/macedónio: Сојуз на комунистите на Македонија - Партија за демократска преобразба [СКМ-ПДП]; Sojuz na Komunistite na Makedonija – Partija za Demokratska Preobrazba, [SKM-PDP]) e foi liderado por Petar Gošev, participando nas primeiras eleições democráticas no mesmo ano. Em seu 11º Congresso, em 20 de abril de 1991, o partido foi reformado, mudando sua ideologia socialista para social-democracia (semelhante a outros países do antigo bloco comunista) e se refundando como União Social-Democrata da Macedônia. Houve uma pequena minoria que manteve o antigo nome e se constituiu como uma entidade política distinta. Esta organização foi fundada em 1992 com o nome de Liga dos Comunistas da Macedônia - Movimento pela Liberdade.

## História
Durante a Segunda Guerra Mundial, em 1941 e ao longo de 1942, a resistência contra as potências do Eixo na Macedónia ficou para trás do que em outras partes da Iugoslávia.  A situação começou a mudar no final de 1942 e depois de fevereiro de 1943, quando o enviado de Tito, Svetozar Vukmanović-Tempo, chegou à Macedônia como representante do comitê central do Partido Comunista da Iugoslávia e do Conselho Antifascista para a Libertação Nacional da Iugoslávia (AVNOJ). A Sede Suprema do AVNOJ percebeu que garantir a participação em massa dos macedônios exigiria "macedônizar" a forma e o conteúdo da luta, dando-lhe uma fachada macedônia. O plano do Partido Comunista da Iugoslávia era que o partido operasse apenas em Macedônia do Vardar e incluísse apenas ativistas leais à agenda iugoslava. 
O Partido Comunista da Macedônia (CPM) foi criado em 19 de março de 1943 pelo Partido Comunista da Iugoslávia em Tetovo, na zona de ocupação italiana (atual Macedônia do Norte), com base no anterior Comitê Regional dos Comunistas da Macedônia.  O primeiro Comitê Central era composto por Kuzman Josifovski Pitu, Bane Andreev, Cvetko Uzunovski, Strahil Gigov, Mara Naceva e Lazar Koliševski. Naceva e Koliševski estavam ausentes, pois estavam presos na Bulgária na época. Depois de 1944, o CPM se tornou o principal partido governante da República Popular da Macedônia. O primeiro congresso do partido foi realizado em 1948. O CPM foi renomeado para Liga dos Comunistas da Macedônia (LCM) em abril de 1952.  O partido estava sob o controle dos macedônios, que dominavam os membros. Sob a direção do Partido Comunista da Iugoslávia (PCI), regulamentou as relações da nova república com as minorias étnicas e as relações interétnicas. Em meados de 1989, durante as revoluções, a LCM comprometeu-se a introduzir um sistema multipartidário na República Socialista da Macedónia.  Mudou o seu nome para Liga dos Comunistas da Macedónia – Partido para a Transformação Democrática.  O partido participou das primeiras eleições multipartidárias no ano que vem. Em 1991, o partido foi sucedido pela União Social-Democrata da Macedônia. 

## Galeria

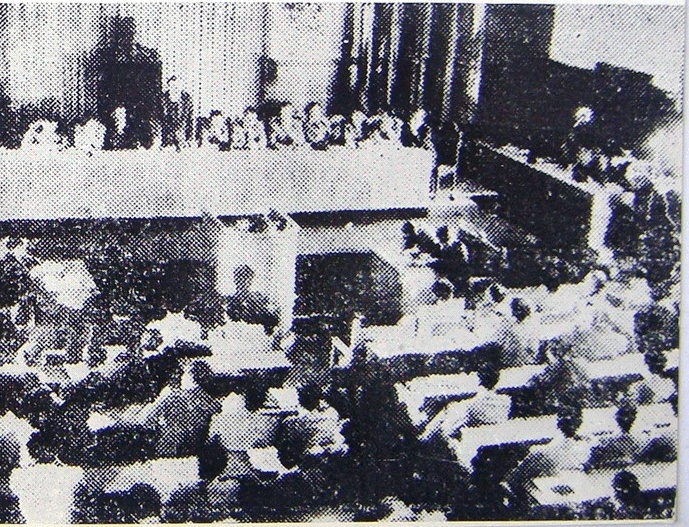
Parte dos delegados no I Congresso do CPM, realizado em 20 de dezembro de 1948, Skopje.
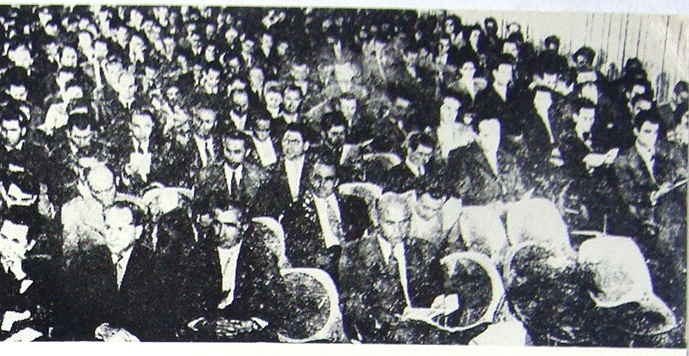
Parte dos delegados no II Congresso do CPM, realizado em 29 de maio de 1954, Skopje.
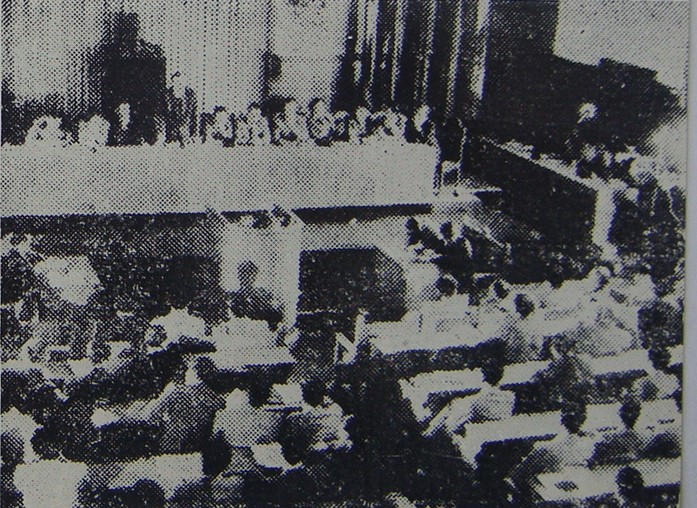
Delegados no III Congresso do CPM, realizado em 22 de junho de 1959, Skopje.
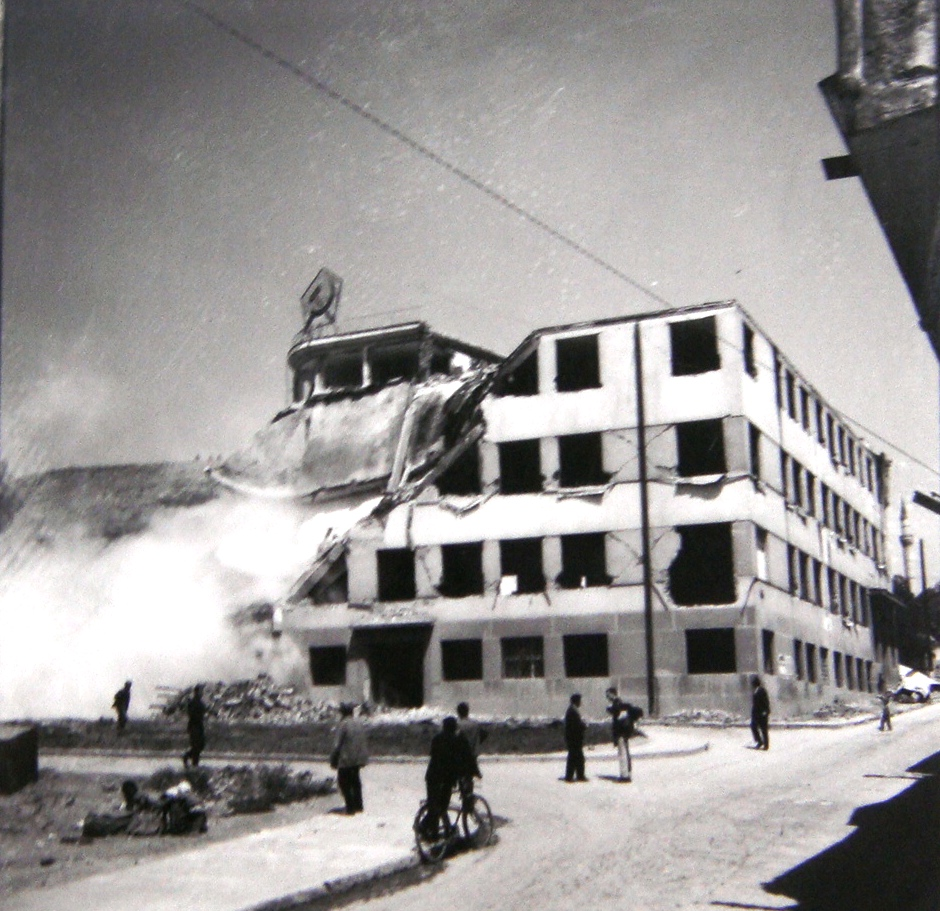
Terremoto de Skopje em 1963: O edifício do Comitê Central do CPM

## Líderes Partidários
O nome oficial do cargo foi alterado em maio de 1982 de Secretário do Comitê Central para Presidente da Presidência do Comitê Central da Liga dos Comunistas da Macedônia.
1. Lazar Koliševski (Setembro de 1944 – Julho de 1963)
2. Krste Crvenkovski (Julho de 1963 – Março de 1969)
3. Angel Čemerski (Março de 1969 – Maio de 1982)
4. Krste Markovski (Maio de 1982 – 5 de maio de 1984)
5. Milan Pančevski (5 de maio de 1984 – Junho de 1986)
6. Jakov Lazaroski (Junho de 1986 – 1989)
7. Petar Gošev (1989 – 20 de abril de 1991)